# إخلاء المدنيين من جزر القنال عام 1940
إخلاء المدنيين من جزر القنال في عام 1940 كان إخلاءً بحريًا جزئيًا منظمًا لملحقات التاج البريطاني في جزر القنال، بشكل أساسي من جيرزي وغيرنزي وألديرني إلى إنجلترا خلال الحرب العالمية الثانية. حدث الإخلاء على مراحل، بدءًا من الأطفال في سن المدرسة، ومعلميهم والأمهات المتطوعين. بدأت الجزر والجيش البريطاني عملية الإخلاء بعد خسارة الحلفاء في معركة فرنسا، التي انسحب بعدها الجيش البريطاني من الجزر.

## خلفية
لم يشارك قاطنو جزر القنال في الأحداث الأوروبية بين عامي 1938-1939 إلا بصفتهم مستمعي راديو بعيدين وقلقين وقرّاء صحف. زاد إعلان بريطانيا للحرب في 3 سبتمبر عام 1939 من قلقهم. من ناحية ثانية، استمرت الحياة على الجزيرة بشكل طبيعي. بحلول ربيع عام 1940 كانت الجزر تسوّق لنفسها كوجهة لقضاء العطلة.
بتاريخ 10 مايو 1940، انتهت الحرب الزائفة واجتيحت كل من بلجيكا وهولندا. لم يتخيل ساكنوا الجزر أن تكون منازلهم تحت سيطرة الاحتلال الألماني لمدة خمس سنوات، قبل تحريرها في 9 مايو 1945.
عندما أصبح واضحًا أن معركة فرنسا كانت خاسرةً، كان الوقت ضيقًا ليقوم أي أحد بالإخلاء، رغم أن 25 ألف شخص ذهبوا إلى إنجلترا، 17 ألف تقريبًا من غيرنزي، وستة آلاف من جيرزي وألفين من ألديرني، وذلك خلال العشرة أيام السابقة لوصول القوات الألمانية في نهاية يونيو 1940. ذهب معظم المدنيين الذين تم إخلاؤهم إلى إنجلترا.

## المتطوعون والنازحون الأوائل
فرض قانون الخدمة الوطنية (القوات المسلحة) لعام 1939 في 3 سبتمبر 1939 الخدمة الإلزامية الكاملة على جميع الذكور بين عمر 18 و41 عامًا، ولكنه طُبق فقط في المملكة المتحدة ولم يكن له تأثير على جزر القنال المستقلة. سافر عدد من الرجال وخاصة أولئك الذين خدموا في ميليشيا غرينزي الملكية أو الميليشيا الملكية لجزيرة جيرزي، إضافة إلى الرجال الذين كانوا في فيلق تدريب الضباط في جامعة فيكتوريا في جيرزي وجامعة إليزابيث في غرينزي إلى إنجلترا، وتطوعوا وسُرعان ما نُقلوا إلى القوات المسلحة، ورجال ميليشيا جيرزي الذين غادروا على شكل وحدة منظمة.:217
بحلول منتصف مايو 1940 لم تكن الأخبار سارةً جدًا؛ كان الألمان يقاتلون في فرنسا وكان الأفراد والعائلات الكاملة أيضًا يخططون وينتقلون بالعبّارات إلى إنجلترا. على الرغم من ذلك، كان المُصطافون ما يزالون يأتون إلى الجزر. بحلول بداية يونيو، كان إخلاء دانكريك هو حديث العامة، مما أدى إلى جعل مزيد من الأشخاص يفكرون بترك جزر القنال. استسلمت باريس بدون قتال في 14 يونيو.
تفاجأ سكان الجزيرة برؤية وحدات الجيش المقيمة تغادر بسرعة على متن السفن، مع كل معداتها، وذلك لعدم معرفتهم بأنه في 15 يونيو قرر قادة الجيش البريطاني أنه لن يتم الدفاع عن جزر القنال، وكان يتم التخلي عن الجزر.:50 «نُزع سلاح جزر القنال.. وأُعلن أنها «مدينة مفتوحة»»، ولم يُنشر الخبر، إلّا بعد تفجير الجزر في 28 يونيو، لأن الحكومة البريطانية لم ترغب بدعوة الألمان لأخذ الجزر.